# Hambleton (Wirginia Zachodnia)
Hambleton – miasto w Stanach Zjednoczonych, w stanie Wirginia Zachodnia, w hrabstwie Tucker.